# Jardim António Feijó
O Jardim António Feijó também conhecido como Jardim dos Anjos é um jardim da freguesia de Arroios em Lisboa. Rodeia a Igreja de Nossa Senhora dos Anjos, inaugurada em 1911.
Possui duas árvores classificadas como Interesse Público da espécie Phytolacca dioica L. desde 1947.